# Балка Коржиха
Ба́лка Коржиха (рос. Бал. Коржиха; б. Коржиха) — балка (річка) в Україні у Берестинському та Полтавському районах Харківської й Полтавської областей. Ліва притока річки Ланна (басейн Чорного моря).

## Опис
Довжина річки приблизно 10,65 км, найкоротша відстань між витоком і гирлом — 10,01 км, коефіцієнт звивистості річки — 1,06. Формується декількома балками та загатами. На деяких ділянках балка пересихає.

## Розташування
Бере початок на південно-західній стороні від селища Дослідне. Тече переважно на північний захід через село Коржиху і на південно-західній околиці села Редути впадає в річку Ланну, ліву притоку річки Орчик.

## Цікаві факти
- У минулому столітті на балці в селі Коржиха існували скотний двір та газові свердловини[2].